# Anna Bojadschjan
Anna Surenowna Bojadschjan (russisch Анна Суреновна Бояджян, armenisch Աննա Սուրենի Բոյաջյան; * 29. August 1954 in Jerewan; † 29. Januar 2015 ebenda) war eine sowjetische  bzw. armenische Biochemikerin und Hochschullehrerin.

## Leben
Das Studium an der Universität Jerewan in der Biologie-Fakultät schloss Bojadschjan 1976 mit Auszeichnung ab. Es folgte die Aspirantur im Moskauer Institut für Medizin und Biochemie der Akademie der Medizinischen Wissenschaften der UdSSR. Darauf arbeitete sie im Institut für Biochemie der Akademie der Wissenschaften der Armenischen Sozialistischen Sowjetrepublik (ab 1991 Armenische Nationale Akademie der Wissenschaften). 1986 verteidigte sie ihre Dissertation über Dopamin und Oxygenasen chromaffiner Granula mit Erfolg für die Promotion zur Kandidatin der biologischen Wissenschaften.
Ab 1988 arbeitete Bojadschjan im Institut für Molekularbiologie der Armenischen Akademie der Wissenschaften, dessen Direktorin sie ab 2006 war. Sie verteidigte 1996 ihre Doktor-Dissertation über die Rekonstruktion der Elektronentransportkette von Membranen chromaffiner Granula mit Erfolg für die Promotion zur Doktorin der biologischen Wissenschaften 1997.
Bojadschjans Forschungsschwerpunkte waren die molekularen Grundlagen der Entwicklung von Störungen des Immunsystems und die molekulargenetischen Pathomechanismen der Entstehung und Entwicklung komplexer polygenetischer Erkrankungen mit kognitiven Defiziten (Schizophrenie, Posttraumatische Belastungsstörung, Ischämischer Schlaganfall).
Neben der Forschungstätigkeit lehrte Bojadschjan an der 1997 eröffneten Russisch-Armenischen Universität als Professorin am Lehrstuhl für Bioingenieurwesen und Bioinformatik mit Ernennung zur Ehrenprofessorin. Sie war Gastwissenschaftlerin am Max-Planck-Institut für biophysikalische Chemie in Göttingen (1996), am Royal College of Physicians in London (1997), am Max-Planck-Institut für Psychiatrie in München (2000) und an der Universität Oxford (2004–2005). Sie wurde 2014 zum Korrespondierenden Mitglied der Armenischen Akademie der Wissenschaften gewählt. Sie war Vorsitzende der Armenischen Assoziation für Molekular- und Zellbiologie und Immunologie. Sie war Mitglied des Expertenrats der International Association for the Promotion of Co-operation with Scientists from the New Independent States of the Former Soviet Union (INTAS) und des Board of Trustees des International Network for Advancing Science and Policy (INASP) in Oxford. Sie war Vorsitzende des Forschungs- und Produktionsverbands Bioecomed.

## Ehrungen, Preise
- Anania-Schirakatsi-Medaille der Republik Armenien
- Ehrenmedaille der Nationalversammlung der Republik Armenien
- Diplom des Präsidiums der Armenischen Akademie der Wissenschaften
- Ehrenprofessorin der Universität Wien